# Koiranen GP
Koiranen GP, também conhecida como Koiranen bros. Motorsport, é uma equipe finlandesa de automobilismo sediada em Barcelona, Espanha. Atualmente, a equipe disputa o Campeonato Espanhol de Fórmula 4.
A equipe foi fundada em 1997 pelos irmãos Marko e Jari Koiranen. Juntou-se ao Campeonato Finlandês da Fórmula 4 no mesmo ano, e competiu igualmente nos campeonatos nórdicos e finlandeses da Fórmula 3 até 2005. A equipe também disputou a GP3 Series entre 2013 e 2016.